# Astrolabebukten

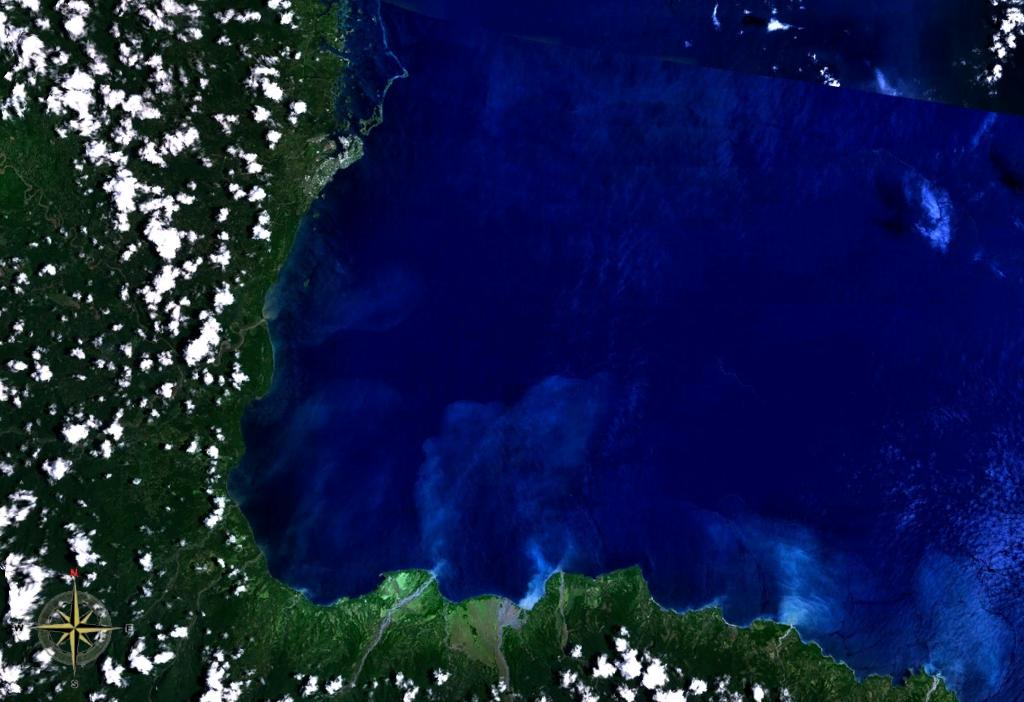
Astrolabebukten sedd från rymden.

Astrolabebukten är en stor bukt i mellersta Papua Nya Guinea, utanför sydkusten av Madangprovinsen. Bukten är en del av Bismarcksjön, och sträcker sig från Kap Croisilles i norr till Kap Iris i söder. Bukten upptäcktes av västerlänningar 1827 av Jules Dumont d'Urville och fick namn efter deras skepp. Skeppet i sin tur hade fått sitt namn efter instrumentet astrolabium, som ungefär betyder "stjärntagare" eller "stjärnfångare". Madangprovinsens huvudstad, Madang ligger vid Astrolabebuktens kust.

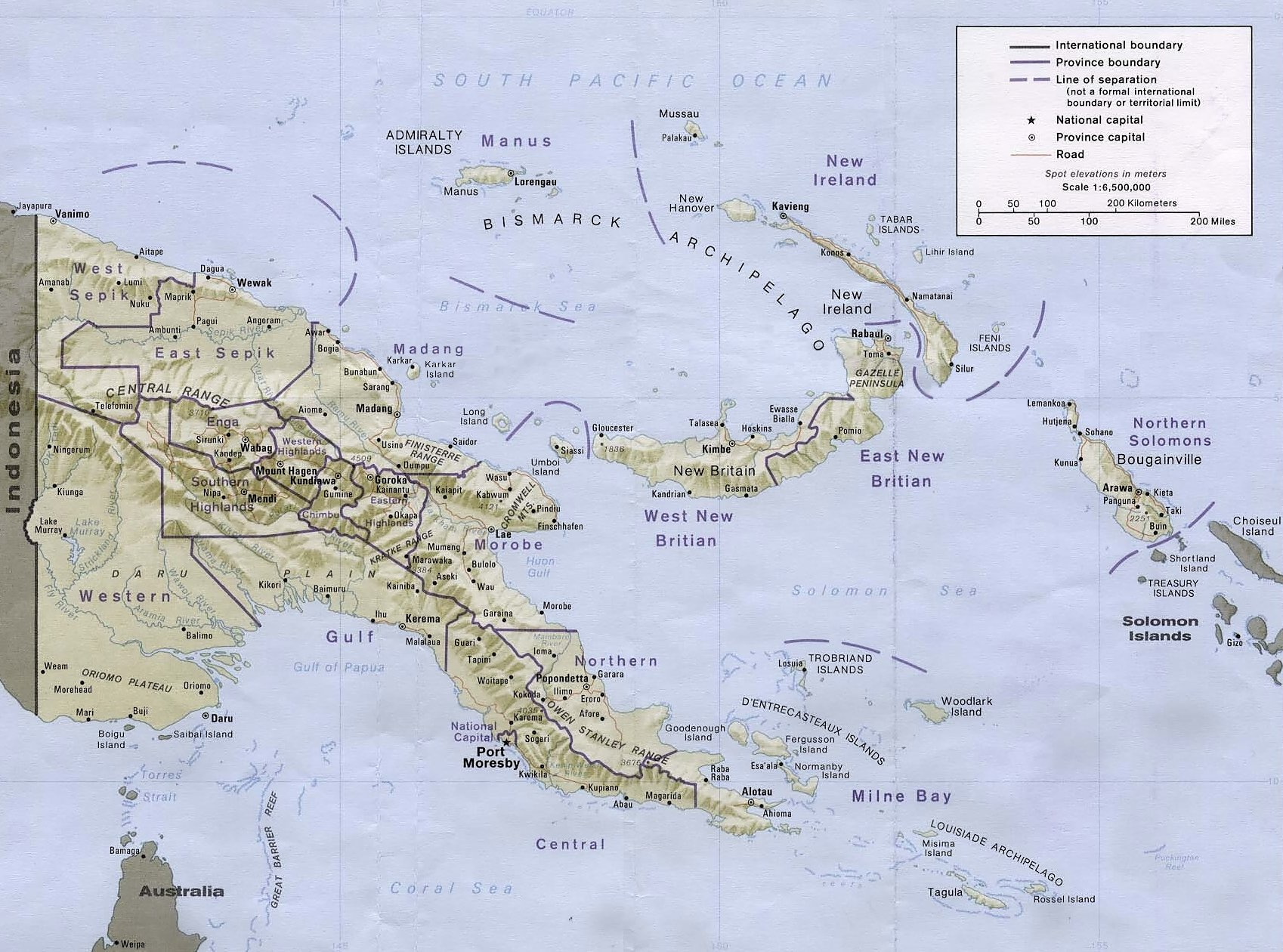
Karta över bland annat Bismarcksjön, där Astrolabebukten syns vid staden Mandang.
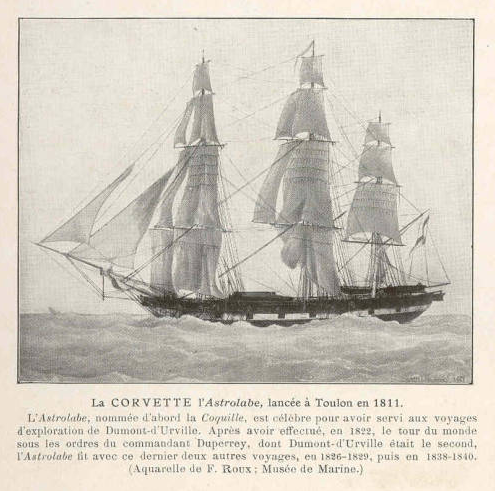
Jules Dumont d'Urville skepp Astrolabe som gav bukten dess namn.